# Бринк, Робби
Роберт (Робби) Эндрю Бринк (англ. Robert "Robbie" Andrew Brink; родился 21 июля 1971, Претория) — южноафриканский регбист, игравший на позиции фланкера, чемпион мира 1995 года.

## Карьера

### Клубная
Уроженец Западно-Капской провинции, выступал в ЮАР за команду «Стормерз», с ней выиграл дважды Кубок Карри в 2000 и 2001 годах, однако так и не играл в полную силу из-за того, что получил в общей сложности одиннадцать травм плеча. В сезоне 2001/2002 выступал за «Ольстер», однако сыграл всего один матч в Кельтской лиге, проведя на поле 40 минут. По окончании сезона завершил игровую карьеру.

### В сборной
В сборной ЮАР сыграл только 2 игры, но был в заявке на чемпионат мира 1995 года и стал чемпионом мира. Сыгранные матчи:
- 30 мая 1995, против Румынии, победа 21:8.
- 3 июня 1995, против Канады, победа 20:0.

## Вне регби
Бринк женат, у него есть дети — Эмили и Дэниэль. Он проживает с семьёй в Корке и занимается бизнесом (владелец компании «Brink Property»), часто путешествуя на родину. Помимо сборной ЮАР, его семья поддерживает сборную Ирландии и даже поёт во время матчей гимн ирландской сборной.